# Ясногірка (Сарненський район)
Ясногі́рка — село у Вирівській сільській громаді Сарненського району Рівненської області України. Населення становить 1521 осіб.

## Географія
Селом протікає річка Тусталь. На північний схід від села розташоване заповідне урочище «Дубовий Гай».

## Історія
З 1795 року до розпаду Російської імперії адміністративно входила до Рівенського повіту Волинської губернії, належала до Вирівської волості.
Наприкінці 19 ст. у селі було 47 садиб і 341 жителів.
Станом на 1859 рік, на власницькій слободі Ясногірка налічувалося 16 дворів та 170 жителів (85 чоловіків і 85 жінок), з них 168 православних і 2 євреїв.
У 1906 році село Вирівської волості Рівненського повіту Волинської губернії. Відстань від повітового міста 117 верст, від волості 3. Дворів 45, мешканців 362.

## Населення
За переписом населення 2001 року в селі мешкало 1 508 осіб.

### Мова
Розподіл населення за рідною мовою за даними перепису 2001 року:
| Мова       | Відсоток |
| ---------- | -------- |
| українська | 99,54 %  |
| російська  | 0,46 %   |

## Особистості
- Вознюк Полікарп Семенович (1922—2002) — ветеран німецько-радянської війни. Офіцер, командир розвідгрупи одного з військових підрозділів який діяв в Рівненській області. Нагороджений бойовими орденами та медалями за визволення Рівненської області від німецьких військ. Народився в с. Ясногірка.